# Hofsteig
Hofsteig ist die historische Bezeichnung einer Region im Vorarlberger Rheintal. Die Hofsteiggemeinden Hard, Lauterach, Wolfurt, Schwarzach, Bildstein und Buch wurden rund 800 Jahre lang zentral vom Niedergericht Hofsteig verwaltet, das zur Herrschaft Bregenz gehörte. Auch Alberschwende und der Dornbirner Ortsteil Haselstauden hatten zeitweise eine Verbindung zu Hofsteig. 

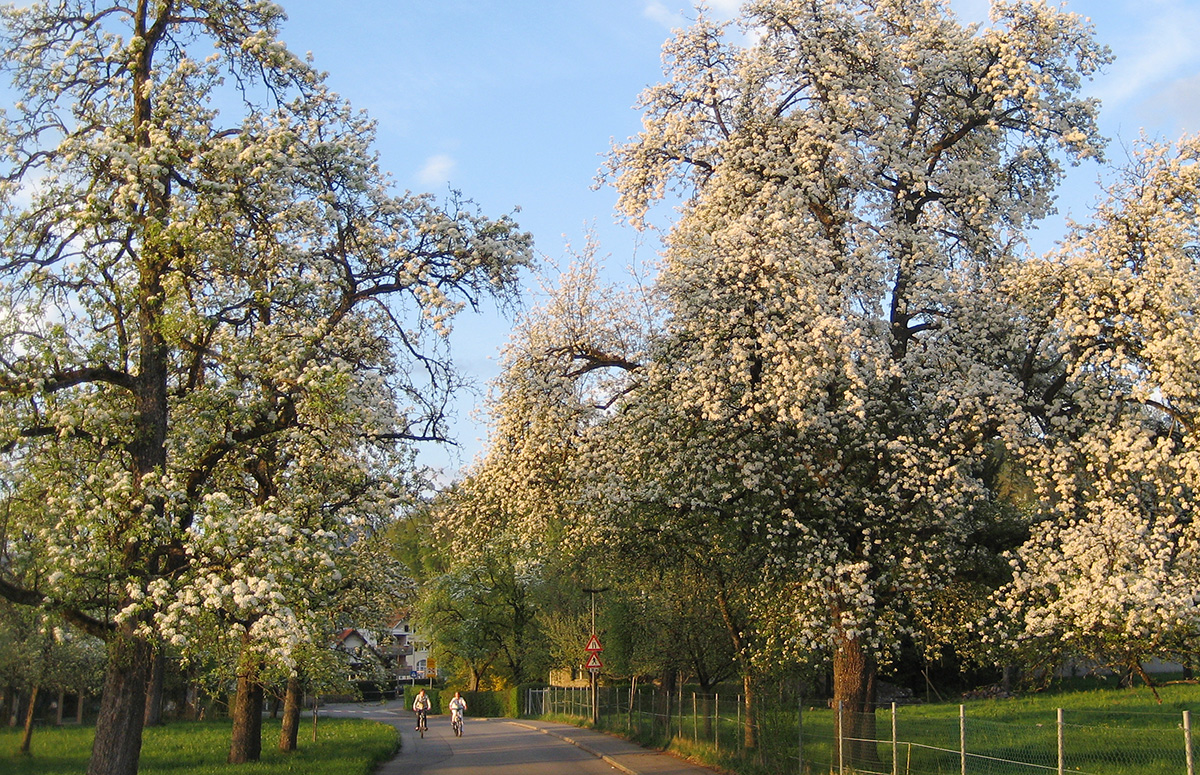
An einigen Stellen finden sich noch die für die Region Hofsteig im 20. Jahrhundert typischen Hochstamm-Obstbäume. Das Foto wurde im Wolfurter Ortsteil Rickenbach aufgenommen, in dem das Gericht Hofsteig seinen ersten Sitz hatte.

Im Jahr 1806 wurde Vorarlberg von Bayern annektiert. Die neuen Machthaber schafften die alten Gerichte ab, auch Hofsteig wurde aufgelöst. Ein modernes System der Verwaltung und Rechtsprechung trat in Kraft. Die Region wurde in sechs neue Ortschaften unterteilt, Gemeindegrenzen entstanden,  und um 1811 traten Bürgermeister ihr Amt an. Heute, über 200 Jahre nach Auflösung des Gerichtes Hofsteig, ist der Begriff in der Region wieder sehr präsent: Gebäude, Straßen, Vereine, Banken, Verbände und Clubs der Region tragen die Bezeichnung „Hofsteig“. Seit 1929 bilden die Musikkapellen der acht genannten Kommunen die Hofsteiger Musikvereinigung.

## Hofsteig heute
Die Hofsteiggemeinden umfassen heute ein Gebiet mit rund 38.000 Einwohnern. Um die Probleme der Gegenwart zu lösen, wurde die gemeindeübergreifende Zusammenarbeit forciert. Zur Koordination hat sich das Hofsteig-Parlament gebildet. Alle zwei Jahre kommen die Bürgermeister der Hofsteiggemeinden, verstärkt durch den Bürgermeister der Gemeinde Kennelbach, mit ihren insgesamt rund 150 Gemeindevertretern zum Hofsteig-Parlament zusammen. Ein Beispiel der Zusammenarbeit ist die „Hofsteig-Ader“. Dabei handelt es sich um ein gemeindeübergreifendes Projekt zur Regulierung des Verkehrsaufkommens der Landstraße L3 in Schwarzach und Wolfurt.
Bis ins 19. Jahrhundert war der Weinbau ein wichtiger Wirtschaftszweig. Allein in Lauterach gibt es noch heute 12 Flurnamen, in denen das Wort Weingarten direkt genannt wird.
Das Ortsbild der Region wurde im 20. Jahrhundert von Hochstamm-Obstbäumen geprägt. So beschreibt Artur Schwarz (Hofsteiglesebuch, S. 13) im Jahr 1956 die Gemeinde Lauterach folgendermaßen: „Die Häuser tauchen im Meer der Blätter unter und in den Maitagen gleicht die Gegend einem Blütenfeld.“ Bedingt durch die Zersiedelung finden sich die hohen Obstbäume heute nur noch an wenigen Stellen. In der Sendung Vorarlberg heute vom 19. Mai 2013 wird der Obstbaumbestand von Vorarlberg für das Jahr 1943 auf 800.000 angegeben – im Jahr 2013 sind es nur noch 200.000. Der aus Wolfurt stammende Schriftsteller Arno Geiger beschreibt im Hofsteiglesebuch (S. 16) die Gemeinde Wolfurt im Jahr 2007: „[Wolfurt ist] ein meist willkürlich anmutendes Konglomerat aus Straßen, neuen und alten Gebäuden, Industrieanlagen und Gartenzäunen. Nicht sehr ansehnlich das Ganze. – Die meisten Städte werden schöner mit den Jahrhunderten (…). Die meisten Dörfer werden hässlich.“ Während die Zersiedelung und der Verfall dörflicher Strukturen für die größeren Hofsteiggemeinden Herausforderungen darstellen, bringt die prosperierende Wirtschaft der Region im Gegenzug eine starke Finanzausstattung dieser Gemeinden mit sich.
So wie im gesamten Rheintal sind auch die früher getrennten Hofsteiggemeinden mittlerweile zusammengewachsen und bilden eine Art Vorstadt ohne Zentrum. Für Fremde ist nur schwer erkennbar, wo die eine Gemeinde endet und die andere beginnt; Orientierung geben die Kirchtürme der einzelnen Gemeinden.
Die Jahrhunderte des Zusammenlebens der Bauern und Dörfer der Region Hofsteig haben einen eigenen Dialekt geschaffen, der sich von der Mundart der Lustenauer, Dornbirner, Bregenzer und Bregenzerwälder unterscheidet.

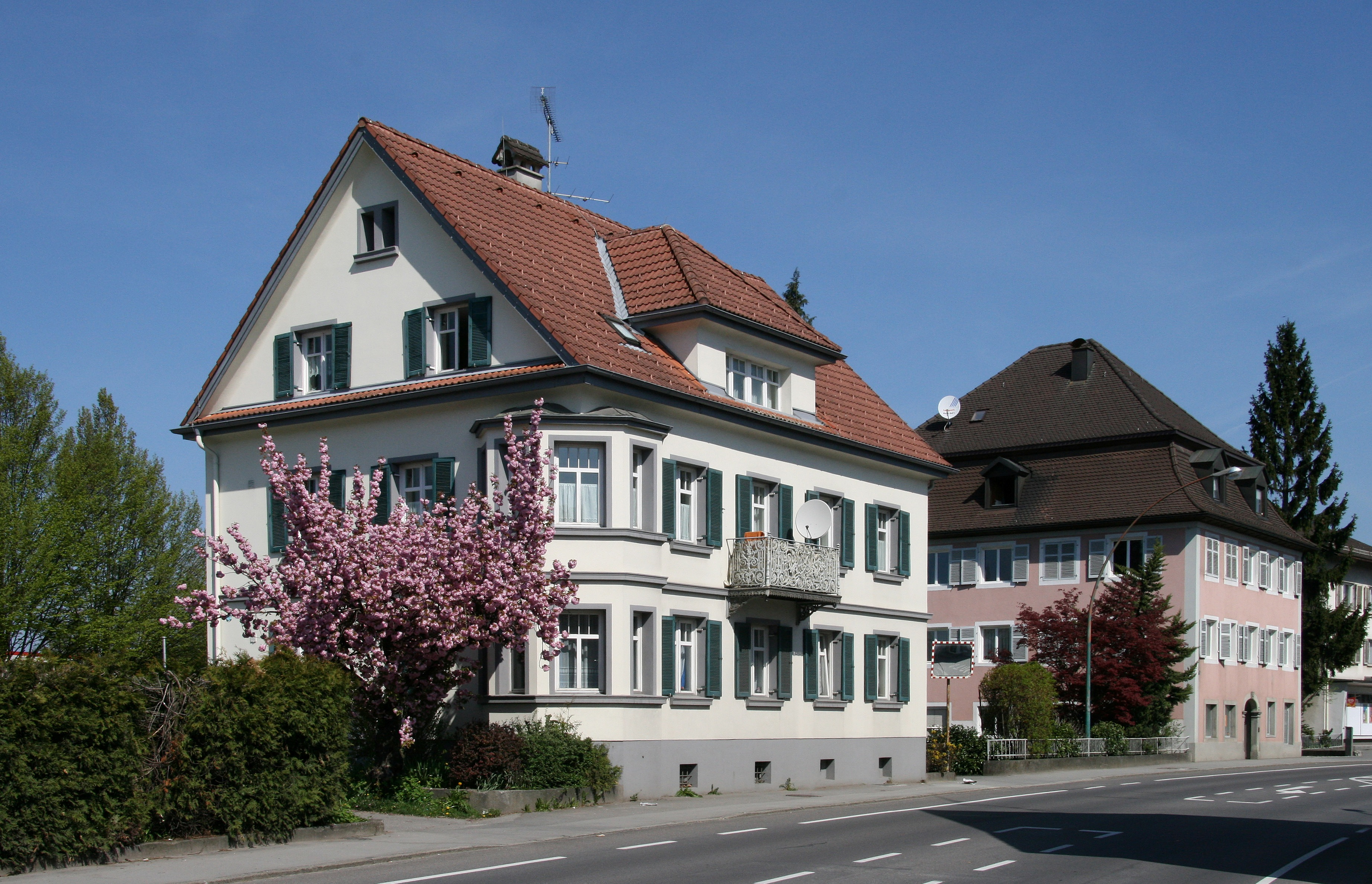
Das hintere Gebäude ist das ehemalige Hofsteiger Gerichtsgebäude von 1786 in Lauterach.

## Geschichte Hofsteigs

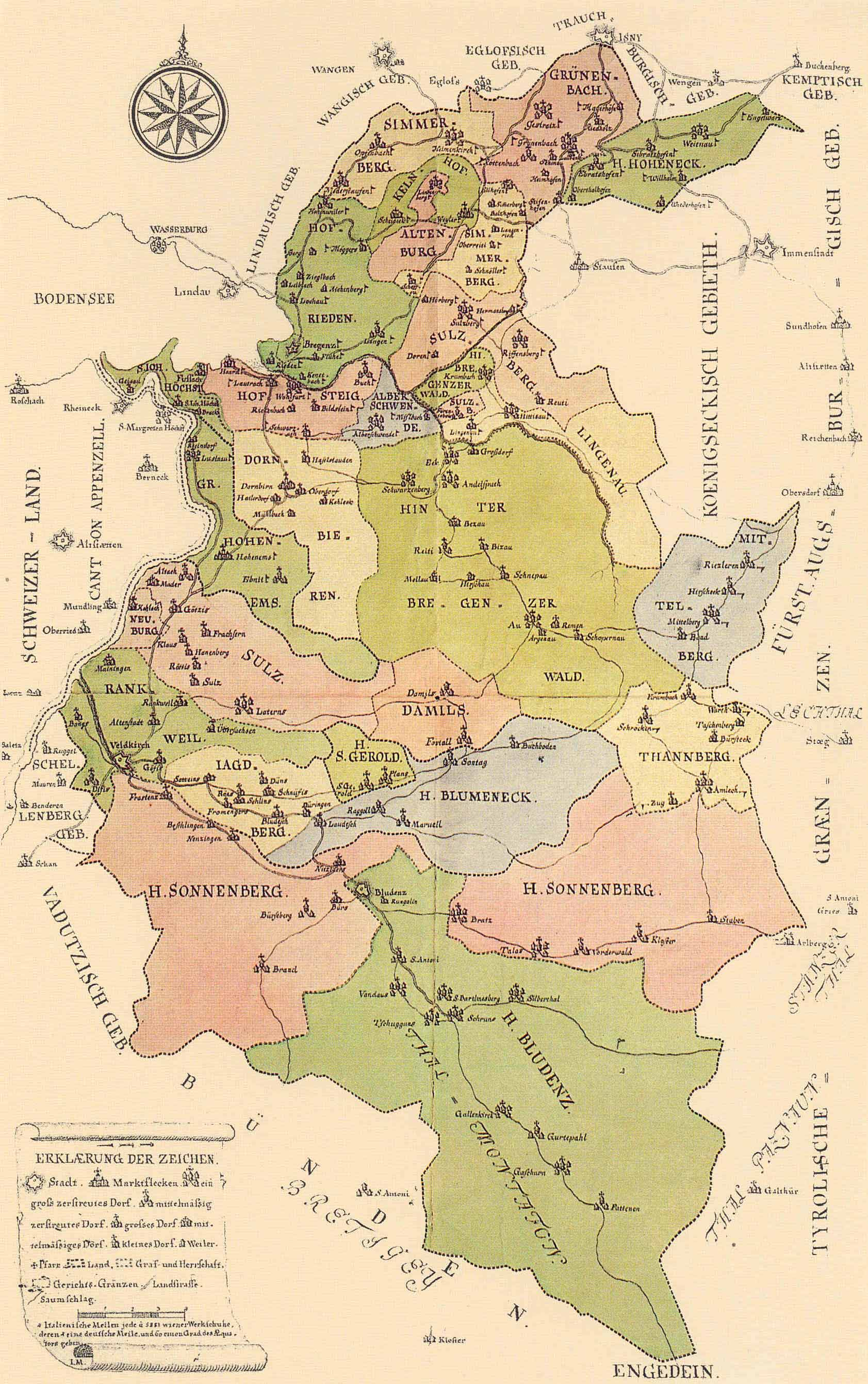
Die historische Vorarlberg-Karte zeigt die an den Bodensee angrenzende Region Hofsteig im Jahr 1783.

1260 wird Hofsteig erstmals urkundlich erwähnt, etwa 200 Jahre zuvor hatte sich der Hof „zu staig“ im Wolfurter Ortsteil Rickenbach zum selbstständigen Gericht entwickelt. Ab dem 13. Jahrhundert wurde die Region von Lauterach aus verwaltet. Anfangs fanden die Gerichtssitzungen unter freiem Himmel bei der Dorflinde statt, bis in Lauterach so wie auch in anderen Verwaltungszentren ein „Tanzhaus“ gebaut wurde. Das „Tanzhus zu Luterach“ wird in einer Urkunde des Jahres 1515 erwähnt. Es war eine Holzkonstruktion auf vier Pfählen, die ein Holzdach trugen. Das Mehrzweckgebäude wurde bei Tanzveranstaltungen wie dem Erntefest genutzt. Es diente auch als Treffpunkt der Männer vor dem Kirchgang, die im Zeitalter ohne Presse und Rundfunk wichtige Informationen austauschten. Fahrende Händler wie Kessler oder Scherenschleifer boten ihre Dienste an. Bei Feindesgefahr versammelten sich die Wehrpflichtigen im Tanzhaus. Nachdem das Tanzhaus verschwand, wurde die Hofsteig-Region ab 1786 vom heute noch erhaltenen Gerichtsgebäude Bundesstraße 60 in Lauterach aus verwaltet.

## Aufgaben des Hofsteig-Gerichtes
Hofsteig wurde zwar als Gericht bezeichnet, die Verwaltungsaufgaben gingen jedoch weit über die Rechtsprechung hinaus: Der Vorstand des Gerichtes hob Steuern ein, erließ Verordnungen in Gemeindeangelegenheiten und führte Rechtsgeschäfte wie Abschlüsse von Verträgen durch. Außerdem übte das Gericht Flur- und Wegepolizei sowie militärische Aufgaben im Rahmen der Landesverteidigung aus. Somit besaß das Gericht mit dem Landammann an der Spitze wichtige Gemeindekompetenzen. Die Ammänner gehörten der dörflichen Oberschicht an und mussten schwören, dem Landesfürsten treu zu dienen. Die Wahl des Landammannes „durch Zulauf“ war ein bedeutendes Ereignis, das in Hofsteig in einem genau definierten Verfahren geregelt war. Wahlberechtigt waren jene Männer, die eine Waffe tragen durften. Die Anzahl der Berechtigten war beachtlich; es ist überliefert, dass sich 1689 insgesamt 517 Männer an der Wahl beteiligten. Auf dem Dorfplatz stellten sich jeweils drei Kandidaten an drei verschiedenen Stellen auf. Auf ein Kommando lief jeder zu seinem Kandidaten. Wer die meisten um sich versammeln konnte, hatte gewonnen. Da es bei diesem Wahlverfahren immer wieder zu tumultartigen Szenen kam, wurde im 18. Jahrhundert die Wahl durch Stimmabgabe eingeführt.

## Pflichtabgaben der Bauern ans Gericht Hofsteig
Die Abgaben der Bauern ans Gericht waren beträchtlich. Sie mussten den Zehent leisten und Teile der erwirtschafteten Produkte abgeben: Hafer, Heu, Wein, Kälber, Gänse, Enten, Äpfel, Birnen, Hanf, Flachs, Butter, Eier, Honig, Wachs usw. wurden vom Ammann und seinen Zinsknechten in den Speichern des Hofes gesammelt. Im Gegenzug bot der Hof Schutz in Kriegszeiten und stellte im Sinne einer großen Gemeinschaft Pflug, Wagen, Kessel, Hengste, Stiere und Eber. Er kontrollierte Maße und Gewichte, besaß ein Armenhaus und sorgte für die Waisenkinder. Somit kam ein Teil der abgegebenen Waren den Bauern zugute; allerdings musste der Ammann einen großen Teil der Waren an den Lehnsherrn, den Grafen von Bregenz, abgeben. Ein Teil ging an das Kloster Mehrerau.

## Hexenverfolgung in Hofsteig
Bei Hexenprozessen hatte das Gericht Hofsteig keine Kompetenzen, hier entschied das höhergestellte „Malefitz“-Gericht in Bregenz. Es ist nachgewiesen, dass in Hofsteig besonders viele Menschen als Hexen verfolgt wurden. Im Vorarlberger Durchschnitt waren es 0,4 Verfolgte je hundert Personen, in der Region Hofsteig mindestens 2,7. Allein in den 20 Jahren zwischen 1595 und 1615 wurden 26 Hofsteiger als Hexen oder Hexer hingerichtet. Eine Ursache war möglicherweise die wirtschaftliche Krisenzeit um 1600, die das stark vom Weinbau abhängige Gebiet besonders traf. Ein häufig genannter Hexentanzplatz war der Ortsteil Flotzbach in Wolfurt. 22 Verurteilte gestanden unter Folter, an Hexenversammlungen in dieser damals sumpfigen Region teilgenommen zu haben.